# Балаки
Балаки — село в Камбарском районе Удмуртии. Входит в состав Михайловского сельского поселения.

## География
Село расположено на юго-востоке республики на расстоянии примерно в 9 километрах по прямой к северо-востоку от районного центра Камбарки.
Часовой пояс
Село Балаки как и вся Удмуртия, находится в часовой зоне МСК+1. Смещение применяемого времени относительно UTC составляет +4:00.

## Население
| 2010 | 2012 |
| ---- | ---- |
| 248  | ↗253 |

Национальный состав
Согласно результатам переписи 2002 года, русские составляли 91 % из 349 чел..